# Mikhálisz Kukulákisz
Mikhálisz Kukulákisz dr. (görög: Μιχάλης Κουκουλάκης) (Heraclion, 1975. június 25. –) görög nemzetközi labdarúgó-játékvezető.

## Pályafutása

### Nemzeti játékvezetés
A játékvezetői vizsgát 1992-ben tette le. Pályafutása során hazája legfelső szintű labdarúgó-bajnokságának játékvezetője lett.

### Nemzetközi játékvezetés
A Görög labdarúgó-szövetség Játékvezető Bizottsága (JB)  terjesztette fel nemzetközi játékvezetőnek, a Nemzetközi Labdarúgó-szövetség (FIFA) 2008-tól tartotta nyilván bírói keretében. Több nemzetek közötti válogatott és klubmérkőzést vezetett. UEFA JB besorolása szerint az első kategóriába tevékenykedik. A görög nemzetközi játékvezetők rangsorában, a világbajnokság-Európa-bajnokság sorrendjében többedmagával a 13. helyet foglalja el 2 találkozó szolgálatával.

#### Világbajnokság
A világbajnoki döntőhöz vezető úton Dél-Afrikába a XIX., a 2010-es labdarúgó-világbajnokságra a FIFA JB bíróként alkalmazta.
| Időpont             | Helyszín                     | Mérkőzés típusa           | Mérkőzés             | Eredmény | Nézők száma |
| ------------------- | ---------------------------- | ------------------------- | -------------------- | -------- | ----------- |
| 2009. augusztus 12. | Tórsvøllur Stadion, Tórshavn | előselejtező (7. csoport) | Feröer–Franciaország | 0 : 1    | 2 974       |

#### Európa-bajnokság
Az európai-labdarúgó torna döntőjéhez vezető úton Ukrajnába és Lengyelországba a XIV., a 2012-es labdarúgó-Európa-bajnokságra az UEFA JB játékvezetőként foglalkoztatta.
| Időpont          | Helyszín                     | Mérkőzés típusa           | Mérkőzés                 | Eredmény | Nézők száma |
| ---------------- | ---------------------------- | ------------------------- | ------------------------ | -------- | ----------- |
| 2011. június 7.  | Tofik Bahramov Stadion, Baku | előselejtező (A. csoport) | Azerbajdzsán–Németország | 1 : 3    | 29 858      |
| 2011. október 7. | Francia Stadion, Saint-Denis | előselejtező (D. csoport) | Franciaország–Albánia    | 3 : 0    |             |

#### UEFA-bajnokok ligája
| Időpont          | Helyszín                  | Mérkőzés típusa                   | Mérkőzés                      | Eredmény |
| ---------------- | ------------------------- | --------------------------------- | ----------------------------- | -------- |
| 2009. július 16. | Ghencea Stadion, Bukarest | kvalifikáció 2. kör első mérkőzés | FC Steaua București–Újpest FC | 2 : 0    |

## Családi kapcsolat
Jórgosz Kukulákisz korábbi FIFA JB az édesapja.